# Tolcsvai Nagy Gábor
Tolcsvai Nagy Gábor (Budapest, 1953. november 24. –) magyar nyelvész, művelődéstörténész, professor emeritus, a Magyar Tudományos Akadémia rendes tagja. Kutatási területe a kognitív nyelvészet, a szemantika, a szövegtan, a stilisztika és a hermeneutika.

## Életpályája
1973-ban kezdte meg egyetemi tanulmányait az Eötvös Loránd Tudományegyetem magyar-angol szakán, ahol 1978-ban szerzett tanári diplomát. Ezt követően az MTA Nyelvtudományi Intézete tudományos ügyintézőjeként kezdett el dolgozni. 1980-ban az intézetben tudományos segédmunkatárssá, 1985-ben tudományos munkatárssá nevezték ki. Ezenkívül 1985-től óraadó oktatóként is dolgozott az ELTE-n. Eközben 1984-ben megvédte egyetemi doktori disszertációját. 1987-ben állandó oktató lett az ELTE Mai Magyar Nyelvi Tanszékén egyetemi adjunktusi, majd 1995-től egyetemi docensi beosztásban. 1996 és 2000 között a Helsinki Egyetem finnugor tanszékének vendégprofesszora volt. Hazatérése után, 2001-ben habilitált és 2004-ben egyetemi tanárrá nevezték ki. Ugyanekkor megalapította az ELTE-n a funkcionális nyelvészeti műhelyt, amelynek vezetője is lett. 2001 és 2004 között Széchenyi professzori ösztöndíjjal kutatott. 2007-től tagja az ELTE Tudományos Tanácsának. 2017 és 2023 között az ELTE Bölcsészettudományi Kar Nyelvtudományi Doktori Iskolájának a vezetője volt, a Magyar Nyelvtudományi Doktori Programot 2013 óta vezeti. Fokozatot szerzett doktoranduszai száma 15. 2023-tól az ELTE professor emeritusa. 2006–2008 között tanszékvezető egyetemi tanárként dolgozott a Károli Gáspár Református Egyetemen. 2009-től a Nyitrai Konstantin Filozófus Egyetem professzora.  
1994-ben védte meg a nyelvtudományok kandidátusi, 2000-ben akadémiai doktori értekezését. A Magyar Tudományos Akadémia Magyar Nyelvi, valamint Nyelvtudományi Bizottságának lett tagja, utóbbinak később elnöke is, két cikluson át, 2015 és 2021 között. 2005-ben az Akadémia Nyelv- és Irodalomtudományi Osztályának tanácskozási jogú tagja, majd 2010-ben levelező és 2016-ban rendes taggá választották. 2023-tól az MTA Magyar Nyelvi Osztályközi Állandó Bizottságának elnöke, valamint az MTA Nyelvhelyességi Tanácsadó testületének elnöke. Akadémiai tevékenysége mellett 2005-ben a Károli Gáspár Református Egyetem Társadalmi Tanácsa, 2006-tól a Magyar Nyelvtudományi Társaság választmányának tagja lett. Nemzetközi szinten is aktív: 1996 és 2011 között a Nemzetközi Magyarságtudományi Társaság végrehajtó bizottságának, 1996-tól 2000-ig a helsinki Hungarologian Tutkijaverkosto vezetőségének tagjaként is tevékenykedett. 1999-ben a Société Finno-Ougrienne tiszteleti tagjává választották. 1994-ben a Magyar Nyelvőr, 1997-ben a Protestáns Szemle,  2014-ben a Jelentés és Nyelvhasználat szerkesztőbizottságainak lett tagja. 2010-től a Studia Linguistica Hungarica főszerkesztője.  

## Munkássága
Tudományos tevékenysége a nyelvészet és a művelődéstörténet széles spektrumán mozog, eredményei az általa kutatott területeken újítóak és meghatározóak. Tevékenységét áthatja a nyelvről való gondolkodás, a nyelvhez fűződő viszony „visszahumanizálásának” törekvése. E törekvés megújító hatása nemcsak kutatásaiban tapasztalható meg, hanem a magyar nyelv tanításának és művelésének színterén is. 
Munkásságához köthető a funkcionális nyelvészet, a kognitív grammatika térnyerése a magyar tudományosságban, ezen irányok alapvető kézikönyveinek elkészítése (l. Bevezetés a kognitív nyelvészetbe, 2013), a kognitív nyelvészeti kutatás intézményesülése a magyar nyelvtudományban. 2005-ben megalapította az ELTÉ-n a DiAGram Funkcionális Nyelvészeti Műhelyt, amelynek vezetője is lett. 2009–2019 között vezetője volt az 1979 óta működő ELTE Stíluskutató csoportjának. 2019-ben megalapította és azóta is vezeti az ELTE DiAGram Funkcionális Nyelvészeti Kutatóközpontját. A magyar nyelv kognitív nyelvtani leírása tekintetében jelentős műveket hozott létre önállóan (l. pl. Az ige a magyar nyelvben, 2015), illetve az általa vezetett munkacsoport tagjaival elkészítette az első monografikus használatalapú kognitív magyar nyelvtant (l. Nyelvtan, 2017). Emellett számos tanulmánykötetet is szerkesztett ebben a témában. Kognitív nyelvészeti kutatásai más finnugor nyelvekre is kiterjednek. Egyrészt tanulmányozza a két- és többnyelvűség megvalósulási módjait a Kárpát-medencén túl Finnországban is (l. The application of functional cognitive linguistic pedagogy under the conditions of linguistic minorities, 2020), másrészt ő a magyar csoport vezetője a finnugor nyelvek kognitív nyelvészeti vizsgálatára létesült (CoFuLa) nemzetközi kutatócsoportnak, amelynek több workshopját is ő és kutatócsoportja szervezte. Jelentéstani, szövegtani és stilisztikai munkái alapművei a terület kutatásának és egyetemi oktatásának (l. Kognitív szemantika, 2010, 2011; A magyar nyelv szövegtana, 2001; A magyar nyelv stilisztikája, 1996), nemcsak magyar, hanem nemzetközi vonatkozásban is (l. A Cognitive Theory of Style, 2005). 
Kiterjedt kutatásokat folytat a nyelvközösség- és művelődéstörténet területén (l. Alkotás és befogadás a magyar nyelv 18. század utáni történetében, 2004; A Kárpát-medencei magyar nyelvközösség őshonos státusa, 2022). Kutatásaival jelentős eredményeket mutat fel az irodalmi hermeneutika területén is: monografikus feldolgozását adta továbbá Nagy László és Pilinszky János költői művének, és számos tanulmányt publikált a lírapoétika mellett a prózapoétika területén is. A hermeneutikai megközelítést a nyelvtudomány és általában a tudományos vizsgálat perspektívájából is érvényesítette, ennek gyümölcsei A humán tudományok alapkérdései sorozatban megjelent szerkesztett kötetei (A határok átlépése. Módszertani analógiák, közös problémák és szemléleti párhuzamok a humán és a természettudományos gondolkodásban, 2017; Megértés és megértetés. A magyarázat a bölcsészettudományokban, 2017; A szövegértés kérdései, 2022). Ezen felül kutatásaival kezdeményező szerepet vállalt a magyar nyelv „határtalanításában”, a nyelvi jogok, a nyelvközösségnek a nyelvben manifesztálódó kulturális értékei, a nyelvben való otthonosság jogának és élményének a jelentősége mellett érvelve (l. A nyelvi közösség és a nyelvi egység, kisebbségben, 1991; Linguistic Postcolonialism in Central Europe: An introduction, 2015). 
Több mint háromszázhetven közlemény szerzője vagy társszerzője. Publikációit magyar, angol és finn nyelven adja közre. 

## Díjai, elismerései
- Cziráky Antal-díj (ELTE BTK, 2012)
- A Magyar Érdemrend tisztikeresztje (2023)
- Eötvös-gyűrű (ELTE, 2024)

## Főbb publikációi
Monográfiák
- Tolcsvai Nagy Gábor: A magyar nyelv stilisztikája. Budapest: Nemzeti Tankönyvkiadó. 1996.
- Tolcsvai Nagy Gábor: A nyelvi norma. Budapest: Akadémiai Kiadó. 1998.
- Tolcsvai Nagy Gábor: Nagy László. Pozsony: Kalligram. 1998.
- Tolcsvai Nagy Gábor: "Nem találunk szavakat": Nyelvértelmezések a mai magyar prózában. Pozsony: Kalligram. 1999.
- Tolcsvai Nagy Gábor: A magyar nyelv szövegtana. Budapest: Nemzeti Tankönyvkiadó. 2001.
- Tolcsvai Nagy Gábor: Pilinszky János. Pozsony: Kalligram. 2002.
- Tolcsvai Nagy Gábor: Nyelv, érték, közösség. Budapest: Gondolat Kiadó. 2004.
- Tolcsvai Nagy Gábor: Alkotás és befogadás a magyar nyelv 18. század utáni történetében. Budapest: Áron Kiadó. 2004.
- Tolcsvai Nagy, Gábor: A Cognitive Theory of Style. Frankfurt am Main: Peter Lang. 2005.
- Tolcsvai Nagy Gábor: Kognitív szemantika. Nyitra: Konstantin Filozófus Egyetem. 2010. Második kiadás 2011.
- Tolcsvai Nagy, Gábor: Bevezetés a kognitív nyelvészetbe. Budapest: Osiris Kiadó. 2013.
- Tolcsvai Nagy, Gábor: Linguistic Postcolonialism in Central Europe: An introduction. Nyitra: Univerzita Konštantína Filozofa v Nitre. 2015.
- Tolcsvai Nagy Gábor: Az ige a magyar nyelvben. Funkcionális elemzés. Budapest: Tinta Könyvkiadó. 2015.
- Kugler Nóra – Tolcsvai Nagy Gábor: Magyar nyelv. Nyitra: Konstantin Filozófus Egyetem. 2015.
- Tolcsvai Nagy Gábor: Kognitív szemantika: Harmadik, átdolgozott és bővített kiadás. Budapest: ELTE Eötvös Kiadó 2021.
- Tolcsvai Nagy Gábor: Alkotás és befogadás a magyar nyelv 18. század utáni történetében. Budapest: Akadémiai Kiadó. 2022.

Szerkesztett kötetek (válogatás) 
- Tolcsvai Nagy Gábor (szerk.): Nyelvi tervezés. Tanulmánygyűjtemény. Budapest: Universitas Kiadó 1998.
- Tolcsvai Nagy Gábor – Ladányi, Mária (szerk.): Tanulmányok a funkcionális nyelvészet köréből. Általános Nyelvészeti Tanulmányok XXII. Budapest: Akadémiai Kiadó. 2008.
- Tolcsvai Nagy, Gábor (szerk.): Function and Genres: Studies on the Linguistic Features of Discourse Types. Frankfurt am Main: Peter Lang. 2008.
- Tolcsvai Nagy Gábor – Tátrai Szilárd (szerk.): Konstrukció és jelentés: Tanulmányok a magyar nyelv funkcionális kognitív leírására. Budapest: Eötvös Loránd Tudományegyetem. 2012.
- Tolcsvai Nagy Gábor (szerk.): Megértés és megértetés: a magyarázat a bölcsészettudományokban. Budapest: Gondolat Kiadó. 2017.
- Tolcsvai Nagy Gábor (szerk.): A határok átlépése: Módszertani analógiák, közös problémák és szemléleti párhuzamok a humán és a természettudományos gondolkodásban. Budapest: Gondolat Kiadó. 2017.
- Tolcsvai Nagy Gábor (szerk.): A magyar nyelv jelene és jövője. Budapest: Gondolat Kiadó. 2017.
- Tolcsvai Nagy Gábor (szerk.): Nyelvtan. A magyar nyelv kézikönyvtára 4. Budapest: Osiris Kiadó. 2017.
- Tolcsvai Nagy Gábor (szerk.): A szövegértés kérdései. Budapest: Gondolat Kiadó. 2022.
- Laczkó Krisztina – Tátrai Szilárd – Tolcsvai Nagy Gábor (szerk.): Magyar igei konstrukciók. Használatalapú függőségi vizsgálatok. Budapest: Eötvös Kiadó. 2024.

Tanulmányok (válogatás)
- Tolcsvai, Nagy Gábor: Térjelölés a magyar nyelvben. Magyar Nyelv 95: 154-165. (1999)
- Tolcsvai, Nagy Gábor: Conceptual metaphors and blends of “understanding” and “knowledge” in Hungarian. Acta Linguistica Hungarica 48: 79–100. (2001)
- Tolcsvai Nagy, Gábor: The auxiliary + infinitive construction in Hungarian. Acta Linguistica Hungarica 57: 143–164. (2010)
- Tolcsvai, Nagy Gábor: Alany, szubjektum. Irodalomtörténet 92: 177-203. (2011)
- Tolcsvai, Nagy Gábor: A poliszémia hálózati modellje. Nyelvtudományi Közlemények 108: 287-344. (2012)
- Tolcsvai, Nagy Gábor: Személyjelölés a személytelenítő lírában: Pilinszky költészetének egy poétikai jellemzőjéről. Magyar Nyelvőr 142: 280–297. (2018)
- Tolcsvai Nagy Gábor 2019. A szimulációs (szubjektív) temporalitás a magyar igekötőben. Magyar Nyelvőr 143 (1): 58–71. (2019)
- Tolcsvai Nagy Gábor 2019. A módszertan, amint elnyom vagy felszabadít: Írás- és olvasástanítás, államnyelv-elsajátítás a határon túli magyarok körében. Magyar Nyelvőr 143 (2): 196–209. (2019)
- Tolcsvai Nagy, Gábor 2020.  Im-Körper-Sein, Transsubstantiation und Offenbarung: Sprechmodus in Markus-Version. In: Lőrincz, Csongor – Varga L., Péter (Hrsg.): Herausforderung der Literatur: Péter Esterházy. Berlin: Walter De Gruyter. 2020. 371–388. (2020)
- Tolcsvai Nagy Gábor: Az episztemikus bizonyosság és közvetlen észlelés funkciója a magyar folyamatos aspektusban. In: Laczkó Krisztina – Tátrai, Szilárd – Tolcsvai Nagy Gábor (szerk.): Magyar igei konstrukciók. Használatalapú függőségi vizsgálatok. Budapest: Eötvös Kiadó. 63–82. (2024)

Akadémiai székfoglaló előadások
- Tolcsvai Nagy Gábor: Kognitív egység és funkcionális változás a magyar nyelv történetében. Budapest: MTA. 2014.
- Tolcsvai Nagy Gábor: A múltak átalakulása: Jelentéstani és narratív lehorgonyzó módosulások a magyar múlt időkben a 18. század után. Budapest: MTA. 2017.